# Kalyniw
Kalyniw (ukrainisch Калинів; russisch Калинов Kalinow, polnisch Kalinów, deutsch Kaisersdorf) ist ein Dorf in der westukrainischen Oblast Lwiw mit etwa 440 Einwohnern.
Am 11. August 2015 wurde das Dorf ein Teil der neu gegründeten Stadtgemeinde Nowyj Kalyniw (Новокалинівська міська громада Nowokalyniwska miska hromada), bis dahin bildete es zusammen mit dem Dorf Kruschyky (Кружики) die Landratsgemeinde Kalyniw.

## Geschichte
Bei der Ersten Teilung Polens kamen die Kammergüter der Stadt Sambir 1772 zum neuen Königreich Galizien und Lodomerien des habsburgischen Kaiserreichs (ab 1804).
Das Dorf entstand im Jahre 1783 im Zuge der Josephinischen Kolonisation. Deutsche Kolonisten katholischer Konfession wurden dort angesiedelt. Die Kolonie wurde Kaisersdorf genannt und wurde unabhängige Gemeinde. In der Kolonie wurde eine römisch-katholische Pfarrgemeinde eingeplant (nur drei josephinische Kolonien sollten eine haben, neben Kaisersdorf: Königsau und Wiesenberg). Die römisch-katholische Kirche wurde 1815–1816 erbaut.
Im Jahre 1900 hatte die Gemeinde Kaisersdorf, Kalinów 104 Häuser mit 623 Einwohnern, davon 452 deutschsprachige, 111 polnischsprachige, 60 ruthenischsprachige, 534 römisch-katholische, 55 griechisch-katholische, 34 Juden.
1918, nach dem Ende des Ersten Weltkriegs und dem Zusammenbruch der k.u.k. Monarchie, kam Kaisersdorf zu Polen.
Im Jahre 1921 hatte die Gemeinde Kalinów (Kaisersdorf) 118 Häuser mit 660 Einwohnern, davon 579 Polen, 16 Ruthenen, 53 Deutschen, 12 Juden (Nationalität), 567 römisch-katholische, 64 griechisch-katholische, 1 anderer Christ, 28 Juden (Religion).
Im Zweiten Weltkrieg gehörte es zuerst zur Sowjetunion und ab 1941 zum Generalgouvernement, ab 1945 wieder zur Sowjetunion, heute zur Ukraine.
Die dann noch ansässigen Deutschen wurden 1940 infolge des Deutsch-Sowjetischen Grenz- und Freundschaftsvertrages umgesiedelt. Die meisten Polen verließen den Ort nach 1945.

## Sehenswürdigkeiten
Ehemalige römisch-katholische Kirche, typische Musterkirche, heute in gemeinsamer Nutzung griechisch-katholisch und orthodox.

## Persönlichkeiten
- Franz Jantsch (1909–2006), österreichischer Geistlicher